# Дятел сірощокий
Дя́тел сірощо́кий (Dendropicos fuscescens) — вид дятлоподібних птахів родини дятлових (Picidae). Мешкає в Африці на південь від Сахари.

## Опис
Довжина птаха становить 14—15 см, форма тіла типова для дятлів. Верхня частина тіла тьмяно-оливкова, поцяткована світлими смужками. Нижня частина тіла біла, поцяткована темними смужками, гузка жовтувато-коричнева. Обличчя і горло білуваті, під дзьобом темні "вуса". Лоб оливково-коричневий. У самців тім'я і потилиця червоні, у самиць чорні, у молодих самців тім'я червонувате, потилиця чорна. Пір'я на тімені може ставати дибки, утворюючи невеликий чуб.
Представники підвиду D. f. lafresnayi вирізняються наявністю смужок на обличчі і підборідді, нижня частина тіла у них є жовтувато-коричневою, а верхня частина тіла має зелений відтінок і поцяткована жовтуватими плямками.

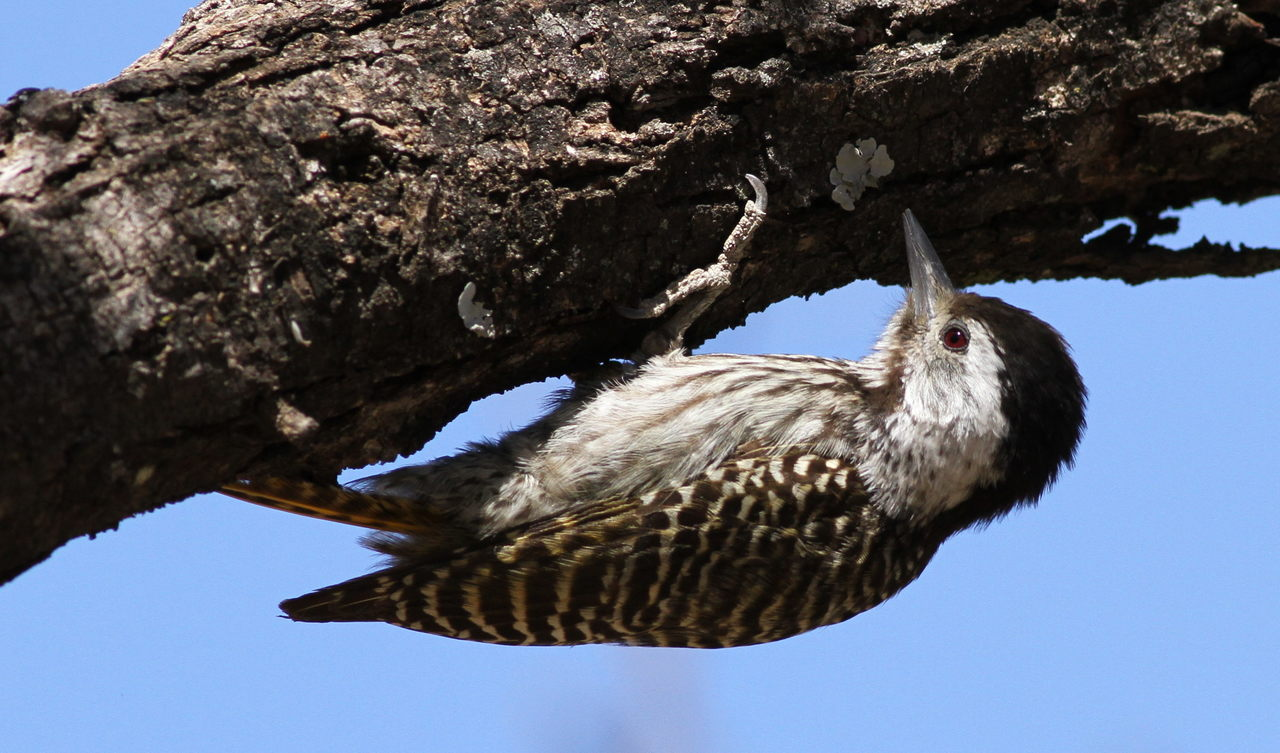
Самиця сірощокого дятла

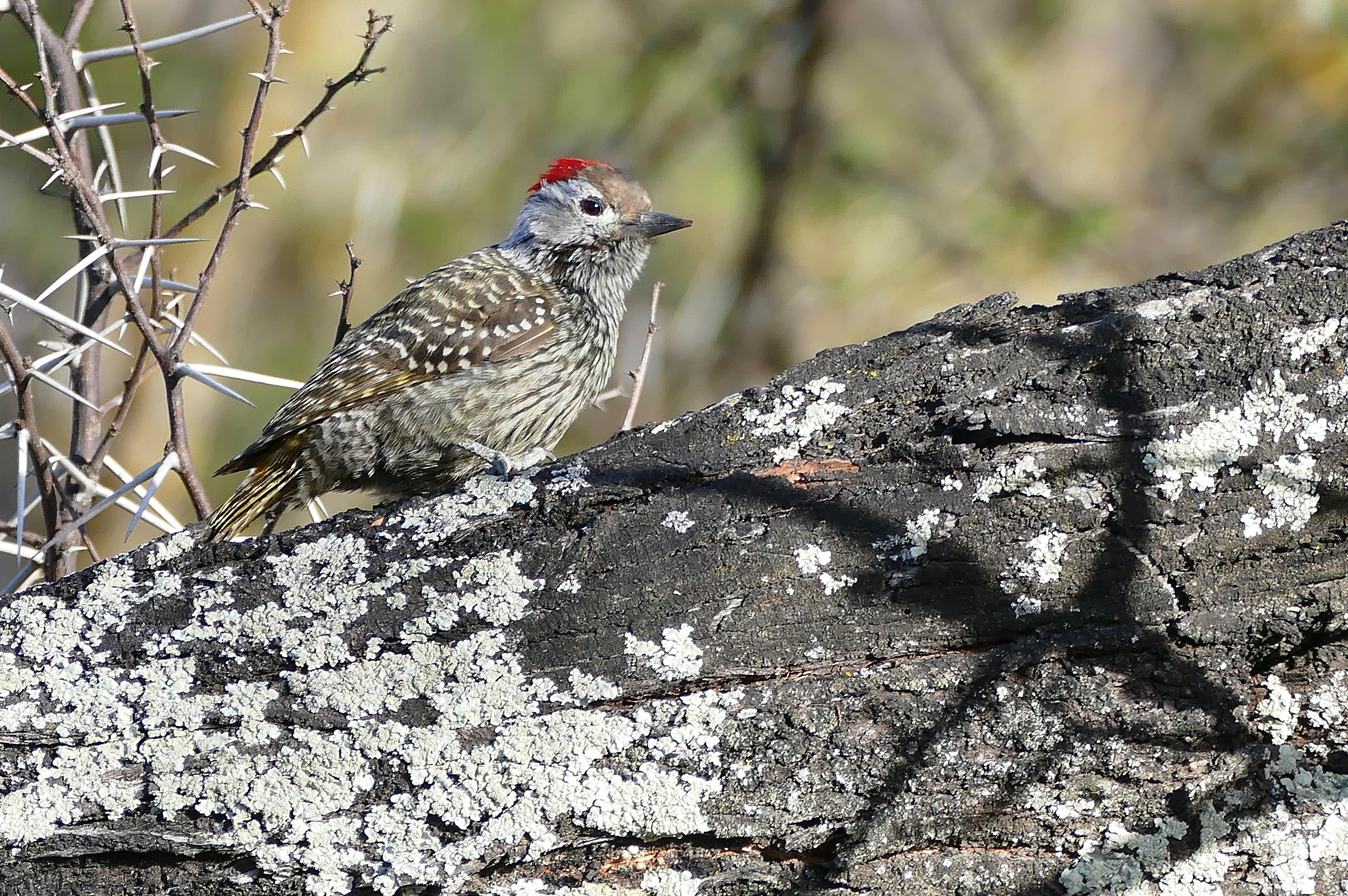
Сірощокий дятел

## Підвиди
Виділяють дев'ять підвидів:
- D. f. lafresnayi Malherbe, 1849 — від Сенегалу до Нігерії;
- D. f. sharpii Oustalet, 1879 — від Камеруну до Південного Судану і північної Анголи;
- D. f. lepidus (Cabanis & Heine, 1863) — від сходу ДР Конго до південно-західної Ефіопії, центральної Кенії і північно-західної Танзанії;
- D. f. hemprichii (Ehrenberg, 1833) — від північної Ефіопії до Сомалі і східної Кенії;
- D. f. massaicus Neumann, 1900 — від південної Ефіопії до західної і центральної Кенії та центральної Танзанії;
- D. f. loandae Grant, CHB, 1915 — від Анголи до західної Танзанії, Замбії, північної Намібії, північної Ботсвани, західного Зімбабве і північних районів ПАР;
- D. f. hartlaubii Malherbe, 1849 — від північної Кенії до східної Замбії і центрального Мозамбіку;
- D. f. intermedius Roberts, 1924 — від сходу ПАР до південного Мозамбіку;
- D. f. fuscescens (Vieillot, 1818) — від північної Намібії до західних і центральних районів ПАР.

## Поширення і екологія
Сірощокі дятли живуть в різноманітних природних середовищах, що охоплюють савани і рідколісся, вологі і сухі рівнинні тропічні ліси, гірські тропічні ліси, чагарникові зарості, плантації, парки і сади. Вони зустрічаються на висоті до 3500 м над рівнем моря.

## Поведінка
Сірощокі дятли зустрічаються невеликими сімейними зграями. Іноді вони приєднуються до змішаних зграй птахів. Живляться комахами, яких шукають на деревах, серед чагарників і ліан. Гніздяться в дуплах дерев. Зазвичай вони видовбують нове дупло на початку кожного сезону розмноження. Вхідний отвір має овальну форму і розташований за 2 м над землею, гніздо не облаштовується, яйця відкладають у шар тирси, що залишається в дуплі. У кладці 1—3 білих яйця. Інкубаційний період триває 12 днів, пташенята покидають гніздо через 27 днів після вилуплення. Насиджують яйця і доглядають за пташенятами і самиці, і самці. Сірощокі дятли іноді стають жертвами гніздового паразитизму строкатих воскоїдів.